# Campionati europei di ciclismo su strada 2019 - Cronometro maschile Junior
La cronometro maschile Junior dei Campionati europei di ciclismo su strada 2019, quindicesima edizione della prova, si disputò il 7 agosto 2019 su un percorso di 22,4 km con partenza ed arrivo ad Alkmaar, nei Paesi Bassi. La medaglia d'oro fu appannaggio dell'italiano Andrea Piccolo, il quale completò il percorso con il tempo di 26'52"71, alla media di 50,00 km/h; l'argento andò all'olandese Lars Boven e bronzo all'altro olandese Enzo Leijnse.
Partenza con 59 ciclisti, dei quali 58 completarono la gara.

## Ordine d'arrivo (Top 10)
| Pos. | Corridore              | Squadra     | Tempo    |
| ---- | ---------------------- | ----------- | -------- |
| 1    | Andrea Piccolo         | Italia      | 26'52"71 |
| 2    | Lars Boven             | Paesi Bassi | a 12"    |
| 3    | Enzo Leijnse           | Paesi Bassi | a 14"    |
| 4    | Adam Holm Jørgensen    | Danimarca   | a 27"    |
| 5    | Gleb Karpenko          | Estonia     | a 34"    |
| 6    | Antonio Tiberi         | Italia      | a 36"    |
| 7    | Hugo Page              | Francia     | a 47"    |
| 8    | Andrij Ponomar         | Ucraina     | a 48"    |
| 9    | Maurice Ballerstedt    | Germania    | a 51"    |
| 10   | Johannes Staune-Mittet | Norvegia    | a 1'00"  |